# Noyau cométaire
Ne doit pas être confondu avec Noyau planétaire.
Pour les articles homonymes, voir Noyau.
Pour un article plus général, voir Comète.

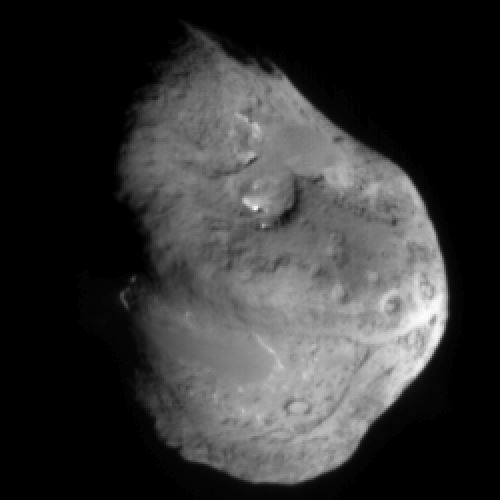
Le noyau de la comète Tempel 1.

Le noyau d'une comète en est la partie solide et centrale, par opposition à la chevelure de comète et la queue de comète, qui sont composées de gaz et de poussières.
Populairement appelé « boule de neige sale », le noyau d'une comète est composé de roche, de poussière et de gaz gelés. Un noyau classique de comète présente un albédo de seulement 0,04, ce qui en fait l'un des objets les plus sombres du Système solaire.
Lorsqu'elles sont réchauffées par le Soleil, les glaces se subliment et les gaz issus de la sublimation produisent une atmosphère entourant le noyau, la chevelure. La force exercée sur la chevelure par la pression de radiation du Soleil et les vents solaires provoque la formation d'une énorme queue, qui pointe à l'opposé du Soleil.

## Désintégration
Le noyau de certaines comètes peut être fragile, une conclusion déduite de l'observation de comètes s'étant désintégrées en morceaux. 3D/Biela en 1846, Shoemaker-Levy 9 en 1992 et 73P/Schwassmann-Wachmann de 1995 à 2006 sont des exemples de comètes s'étant désintégrées. L'historien grec Éphore de Cumes reportait déjà lors de l'hiver entre 373 et 372 av. J.-C. la désintégration d'une comète. Les contraintes thermiques, la pression des gaz internes, ou des impacts seraient les responsables de la désintégration des comètes.
Les comètes 42P/Neujmin et 53P/Van Biesbroeck semblent être des fragments d'une comète mère. Des simulations numériques ont montré que ces deux comètes étaient très proches l'une de l'autre lors de leurs passages près de Jupiter en janvier 1850, et qu'avant cette date, leurs deux orbites étaient presque identiques.

## Taille et composition
La plupart des noyaux ne mesurent pas plus de 16 km. Les plus grandes comètes qui ont déjà franchi l'orbite de Saturne sont les comètes Hale–Bopp (environ 60 km), 29P/Schwassmann-Wachmann (environ 30,8 km), 109P/Swift-Tuttle (environ 26 km) et 28P/Neujmin (environ 21,4 km).

### Comète de Halley
Le noyau en forme de pomme de terre de la comète de Halley (15 × 8 × 8 km), contient de la glace et de la poussière en quantités égales. Environ 80 % de la glace est de l'eau glacée, et le monoxyde de carbone gelé constitue 15 %. Une grande partie du reste est formée de dioxyde de carbone, de méthane et d'ammoniac gelés. Les scientifiques pensent que les autres comètes sont chimiquement similaires à la comète de Halley. Le noyau de la comète de Halley est aussi extrêmement noir. Les scientifiques pensent que la surface de la comète, et peut-être des autres comètes, est couverte d'une croûte noire de poussière et de roche qui enveloppe la majorité de la glace. Ces comètes libèrent du gaz seulement quand les trous de sa croûte sont tournés vers le Soleil, exposant la glace interne aux rayons chauds du Soleil.

### Comète Borelly
Pendant un vol de reconnaissance en 2001, la sonde spatiale Deep Space 1 a observé le noyau de la comète Borrelly et déduit qu'elle faisait la moitié de la taille (8 × 4 × 4 km) du noyau de la comète de Halley. Le noyau de la comète Borrelly est aussi en forme de pomme de terre et a une surface noire. Comme la comète de Halley, la comète de Borrelly libère ses gaz seulement lorsque les trous de la croute exposent la glace vers les rayons du Soleil.

### Comète Hale-Bopp
Le diamètre du noyau de la comète Hale-Bopp a été estimé à 60 ± 20 km. La comète Hale-Bopp est apparue brillante à l'œil nu car son noyau exceptionnellement large avait dégagé beaucoup de poussière et de gaz.

### Autres
Le noyau de P/2007 R5 possède probablement un diamètre de seulement 100-200 m.

### Comparaison
La liste suivante contient les estimations de la taille, de la densité et de la masse de plusieurs comètes.
Les comètes connues ont une densité estimée à 0,6 g/cm3.
| Nom              | Dimensions (km) | Densité (g/cm3) | Masse (kg) |
| ---------------- | --------------- | --------------- | ---------- |
| Comète de Halley | 15 × 8 × 8,     | 0,6             | 3 × 1014   |
| Tempel 1         | 7,6 × 4,9       | 0,62            | 7,9 × 1013 |
| 19P/Borrelly     | 8 × 4 × 4       | 0,3             | 2 × 1013   |
| 81P/Wild         | 5,5 × 4 × 3,3   | 0,6             | 2,3 × 1013 |

## Albédo

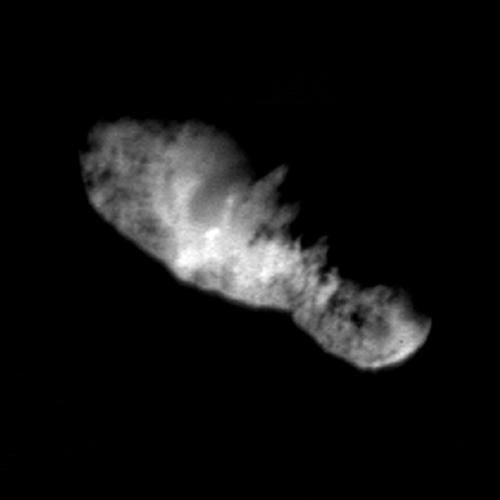
Image en haute définition de la comète de Borrelly (~45 mètres par pixel) prise par Deep Space 1. Une grande variété de textures de surface, de montagnes et de structures de failles, ainsi que de matériaux sombres sont visibles sur la surface du noyau.

Les comètes sont souvent décrites comme des « boules de neige sales », mais de récentes observations ont révélé des surfaces de roches ou de poussière sèches, ce qui suggère que les glaces sont cachées sous la croûte. Il est suggéré que les comètes devraient être appelées « boules de terre glacées ». Les noyaux de comètes font partie des objets les plus sombres du Système solaire avec un albédo compris entre 2 et 7 %, probablement en raison de la couche de molécules organiques solides (comme du goudron) qui recouvrent les poussières cométaires. 
La sonde de la mission Giotto a découvert que le noyau de la comète de Halley reflète environ 4 % de lumière reçue et la sonde Deep Space 1 a découvert que la surface de la comète Borrelly reflète seulement entre 2,5 à 3 % de la lumière reçue, ; en comparaison, l'asphalte reflète 7 % de lumière perçue. 
Les scientifiques pensent que des composés organiques complexes forment la surface sombre. L’énergie solaire chasse les composés volatils, laissant derrière de longues chaines organiques lourdes qui sont très sombres, autant que du goudron ou du pétrole brut. La très importante obscurité de la surface des comètes leur permet d'absorber l’énergie nécessaire pour le dégazage.

## Géocroiseurs
Environ 6 % des géocroiseurs pourraient être des noyaux éteints de comètes, qui ne dégazent plus. Ainsi (14827) Hypnos et (3552) Don Quichotte sont deux astéroïdes géocroiseurs dont l'albédo est aussi bas que celui d'une comète.